# Moshe Yaalon
Moshé „Boggi” Yaalon (născut ca Moshe Smilianski, în ebraică משה "בוגי" יעלון; n. 24 iunie 1950, Kiryat Haim, Districtul Haifa, Israel) este un general și om politic israelian, ministrul apărării al Israelului între anii 2013-2016, ca membru al partidului conservator Likud. A îndeplinit funcția de șef al Marelui Stat Major al armatei israeliene în perioada 2002-2005.
În perioada 1995-1998, generalul Moshe Yaalon a condus Departamentul de Informații Militare (AMAN), apoi între anii 1998-2000, a fost comandant al Armatei de Centru a Israelului.
După trecerea în rezervă a început să activeze în cadrul partidului Likud, fiind între anii 2009-2016 deputat în Knesset. În anii 2009-2013  a fost viceprim-ministru și ministru pentru probleme strategice într-un guvern condus de Binyamin Netanyahu.

## Anii de copilărie și adolescență
Moshe Yaalon s-a născut și a crescut la Kiriat Haim lângă Haifa, sub numele Moshe Smilianski, ca al doilea dintre cei trei copii ai unei familii de evrei născuți în Galiția. Tatăl, David Smilianski, emigrase din Ucraina sovietică în Palestina în anul 1925 și era muncitor la fabrica de ulei Shemen, iar mama Batya, învățătoare pentru copii handicapați, era născută Silber și și-a pierdut întreaga familie în Holocaustul evreilor polonezi. Ea a reușit să se salveze mai întâi în podul unei case, apoi în pădurile din Ucraina, ajungând în cele din urmă la partizani.
Porecla lui Moshe Yaalon, Boggi sau Bogie, provine din copilărie,când la vîrsta de 10 ani, copii mici din vecinatate neputând să pronunțe corect numele diminutiv Moshik, l-au pronunțat Bogi (Boghi). Ulterior Yaalon și-a adăugat porecla la numele său oficial.
La liceu Moshe Smilianski s-a distins la învățătură într-o clasă reală, iar în timpul liber a învățat să cânte la clarinet, devenind membru al orchestrei de tineret a orașului Haifa. A fost activ în mișcarea Tineretului muncitor și școlar (Hanoar haoved vehalomed). În anul 1967 această mișcare a înființat un nucleu denumit Yaalon care urma să populeze kibuțul Yaalon din regiunea Arava. Ca membru al acestui grup, Smolinski și-a schimbat numele de familie în cel ebraic de Yaalon.         
Ulterior însă el a devenit membru al kibuțului  Grofit tot în Aravá, unde a lucrat în grajd și ca șofer de buldozer.
Mai târziu, ca ofițer de carieră, Yaalon a făcut licența în științele politice la Universitatea din Haifa
S-a căsătorit la 22 ani cu Ada Tzafrir, profesoară din învățământul special, ca și mama sa.

## Cariera militară
În anul 1968 a fost încorporat în armată în cadrul nucleului Yaalon al forței de tineret agricol combatant 
„Nahal” și s-a înrolat voluntar în unitățile de parașutiști ale acestei forțe. A făcut apoi un curs de comandanți de companie de infanterie, în cadrul căruia l-a cunoscut pe Nehemia Tamari, care i-a fost comandant și i-a influențat în mod deosebit cariera militară. Tamari a comandat și prima operație la care a participat dincolo de frontieră, pe teritoriul Iordaniei, unde au organizat o ambuscadă contra unui vehicul de combatanți palestinieni. Yaalon l-a admirat pe Tamari, dar a refuzat propunerea acestuia de a face cursul de ofițeri, și, după ce s-a distins ca comandant de companie și ca sergent de pluton în 1971, s-a eliberat din serviciul militar regulat cu gradul de sergent major.
La izbucnirea Războiului de Iom Kipur în octombrie 1973 Yaalon a fost înrolat ca rezervist în Brigada de parașutiști 55 de sub comanda lui Dani Matt, care s-a luptat în condiții grele pe frontul egiptean și a fost, în cele din urmă. cea dintâi care a trecut Canalul de Suez în cadrul Operației „Abirey Lev” („Cavaleri ai Inimii”). După trecerea Canalului, în noaptea de 15 octombrie, unitatea sa s-a instalat într-o poziție egipteană abandonată, aproape de țărm. Așa cum a povestit mai târziu, „deodată am zărit un convoi egiptean apropiindu-se, și care nu știa de prezența noastră acolo. Am lichidat atunci tot ce era în convoiul ăsta. Știam că dacă nu-i omoram, ei m-ar fi omorât pe mine. Asta e explicația pe care o am, dar încă  mai resimt din acele momente o greutate sufletească nu așa ușoară.” 
În continuare Yaalon a luptat în orașul Suez. După terminarea războiului s-a întors în armata de carieră, unde a făcut cursul de ofițeri de infanterie, apoi a servit în posturi de comandă în regimentul 50 și a fost comandant de pluton în compania condusă de Itzhak Eitan
Ulterior a ajuns adjunctul lui Tamari în fruntea unităților de parașutiști.
În anul 1986 Yaalon a fost rănit în cursul unui incident cu teroriști la frontiera cu Libanul. Apoi a studiat la Academia Militară de la Kimberley în Marea Britanie.
În anul 1987 a fost comandant al forțelor speciale de comando. A comandat operatiunea israeliană contra cartierului general al Organizatiei pentru Eliberarea Palestinei în Tunisia, în care a fost omorât Abu Djihad.
În anul 1990 a fost numit comandant al brigadei de parașutiști, în 1992 general de brigadă și comandant al forțelor din Iudeea și Samaria.
În 1994 a comandant baza de antrenament de la Tzeelim, apoi a stat in fruntea serviciului de contrainformații al armatei. apoi in fruntea Comandamentului de centru.În 1999 a devenit adjunct al șefului Statului Major,  secondându-l pe generalul Shaul Mofaz și a comandat lupta pentru reprimarea 
Intifadei Al Aqsa.

## Cariera politică
Între 2013-2016 Yaalon a îndeplinit funcția de ministru al apărării al Israelului în guverne conduse de Binyamin Netanyahu.
În mai 2016 au apărut divergențe între el și primul ministru Netanyahu. La 20 mai 2016 a anunțat că demisionează din guvern și parlament, după ce a luat cunoștință de intenția premierului Netanyahu de a-l transfera în postul de ministru de externe în scopul de a conferi portofoliul apărării lui Avigdor Lieberman, liderul partidului Israel Beitenu. În cuvântarea pe care a ținut-o cu acest prilej. Yaalon a exprimat critici la adresa lui Netanyahu.
În  2018 a înființat o grupare politică de centru numită Telem (Brazda) care, în ianuarie 2019 s-a alăturat  listei de centru Kahol Lavan sub conducerea generalului în rezervă Benny Gantz și a lui Yair Lapid.
care a sfidat guvernul de centru-dreapta condus de partidul Likud și de premierul Binyamin Netanyahu.

## Onoruri
- Legiunea de Merit în grad de Comandant a armatei americane (în engleză US Legion of Merit Chief Commander).